# Gabrijel Kalan
Gabrijel Kalan, slovenski hokejist, * 15. julij 1986, Kranj.
Kalan je vso svojo kariero, od sezone 2002/2003, igral za klub HK Triglav Kranj. Za slovensko mladinsko reprezentanco je nastopil na Svetovnem mladinskem prvenstvu 2004.

## Pregled kariere
Odebeljeno - reprezentančni nastopi, glej tudi Statistika pri hokeju na ledu.
| Moštvo           | Liga                      | Sezona |    | Redni del | Redni del | Redni del | Redni del | Redni del | Redni del |   | Končnica | Končnica | Končnica | Končnica | Končnica | Končnica |
| ---------------- | ------------------------- | ------ | -- | --------- | --------- | --------- | --------- | --------- | --------- | - | -------- | -------- | -------- | -------- | -------- | -------- |
| Moštvo           | Liga                      | Sezona | OT | G         | P         | T         | +/-       | KM        | OT        | G | P        | T        | +/-      | KM       |          |          |
| HK Triglav Kranj | Slovenska mladinska liga  | 02/03  |    | 12        | 3         | 0         | 3         |           | 0         |   | 5        | 0        | 0        | 0        |          | 0        |
| HK Triglav Kranj | Slovenska liga            | 02/03  |    | 3         | 0         | 1         | 1         |           | 0         |   |          |          |          |          |          |          |
| HK Triglav Kranj | Slovenska mladinska liga  | 03/04  |    | 13        | 5         | 4         | 9         |           | 6         |   |          |          |          |          |          |          |
| HK Triglav Kranj | Slovenska liga            | 03/04  |    | 5         | 3         | 1         | 4         |           | 0         |   |          |          |          |          |          |          |
| Slovenija        | Svetovno prvenstvo U18 D1 | 04     |    | 5         | 2         | 1         | 3         | +1        | 6         |   |          |          |          |          |          |          |
| HK Triglav Kranj | Slovenska mladinska liga  | 04/05  |    | 10        | 6         | 3         | 9         |           | 35        |   | 4        | 4        | 0        | 4        |          | 0        |
| HK Triglav Kranj | Interliga B               | 06/07  |    | 3         | 2         | 0         | 2         |           | 2         |   | 5        | 2        | 1        | 3        |          | 0        |
| HK Triglav Kranj | Slovenska liga            | 06/07  |    | 7         | 2         | 0         | 2         |           | 0         |   |          |          |          |          |          |          |
| HK Triglav Kranj | Slovenska liga            | 07/08  |    | 21        | 5         | 1         | 6         |           | 12        |   |          |          |          |          |          |          |
| HK Triglav Kranj | Slovenska liga            | 08/09  |    | 13        | 1         | 0         | 1         |           | 2         |   |          |          |          |          |          |          |
| Skupaj           |                           |        |    | 92        | 29        | 11        | 40        | +1        | 63        |   | 14       | 6        | 1        | 7        |          | 0        |